# R.C. Pro-Am II
R.C. Pro-Am II é um jogo eletrônico de combate de veículos de corrida desenvolvido pela Rare e lançado pela Tradewest para o Nintendo Entertainment System em 11 de dezembro de 1992. O jogo é a sequência de R.C. Pro-Am de 1988 e apresenta jogabilidade semelhante com uma ampla variedade de pistas, fases de bônus e com a possibilidade de usar moedas para melhorar veículos e armas. Em R.C. Pro-Am II, quatro jogadores, de inteligência artificial ou humana, correm em uma série de pistas para terminar em primeiro, evitando obstáculos e perigos. O vencedor recebe pontos de corrida e moedas. O jogo apresenta um modo multijogador no qual até quatro jogadores humanos podem competir entre si simultaneamente.
Os críticos elogiaram os recursos adicionais e a variedade da sequência, enquanto outros consideraram sua jogabilidade nada original em comparação com o primeiro jogo e seus contemporâneos. Para além disso elogiaram o modo multijogador, que alguns disseram ser o único motivo para comprar o jogo. O jogo foi lançado na compilação Rare Replay de 2015 da Rare para o Xbox One.

## Jogabilidade

A linha de partida em R.C. Pro-Am II

R.C. Pro-Am II é um jogo eletrônico de corrida no qual quatro veículos competem em uma série de 24 pistas diferentes: oito pistas de corrida padrão, oito pistas de "paisagem urbana" e oito pistas de todo-o-terreno. O nível de dificuldade aumenta entre cada tipo de curso. Os jogadores devem contornar os obstáculos do curso para terminar a corrida. No modo um jogador, os jogadores competem contra três oponentes de inteligência artificial. O jogo também possui um modo multijogador no qual até quatro jogadores humanos podem competir entre si. O objetivo de cada corrida é terminar entre os três primeiros lugares para receber pontos de corrida e moedas, que é usado para melhorar veículos e comprar armas. Os três primeiros colocados são qualificados para participar da próxima corrida, enquanto os outros jogadores devem clicar em "continue". O jogo termina quando os jogadores ficarem sem "continues".
Os jogadores dirigem com botões direcionais, aceleram com um botão e disparam com o outro. Antes de cada corrida, os jogadores podem usar as moedas que ganharam em corridas anteriores para comprar melhoramentos de desempenho do veículo e armas, que podem ser usadas em outros competidores. Os melhoramentos de armas incluem o seguinte: motores (velocidade aumentada); pneus (melhor giro); mísseis, bombas e "feixes de congelamento"; e buckshots (roubar moedas do oponente). Outros bens adquiríveis incluem munição adicional. Os jogadores podem economizar moedas para comprar melhoramentos melhores e mais caros no final do jogo. Os jogadores também podem coletar letras que soletram "PRO AM II" e que estão espalhadas pela pista. Ao terminar a coleta, o jogador recebe um novo veículo mais rápido e com controles mais rígidos. O terreno da pista varia, incluindo ambientes de inverno, encruzilhadas e rios. Existem perigos como a água, bombas, lama, gelo, cumes, óleo e aeronaves que lançam bombas que diminuem a velocidade do jogador. O jogo inclui dois tipos de fases de bônus (cabo de guerra e prova de arrancada) que oferecem pontos de corrida e moedas.

## Desenvolvimento e lançamento
A Ultimate Play the Game foi fundada pelos irmãos Tim e Chris Stamper, junto com a esposa de Tim, Carol, em Ashby-de-la-Zouch no ano de 1982. Eles começaram a produzir jogos eletrônicos para o ZX Spectrum no início da década de 1980. A empresa era conhecida pela sua relutância em revelar detalhes sobre as suas operações e projetos futuros. Pouco se sabia sobre o processo de desenvolvimento, exceto que costumavam trabalhar em "equipes separadas": uma equipe trabalhava no desenvolvimento enquanto a outra se concentrava em outros aspectos, como som e gráficos. Esta empresa posteriormente evoluiu para a Rare, a desenvolvedora de R.C. Pro-Am II. Foi publicado pela Tradewest para o Nintendo Entertainment System em dezembro de 1992.

## Recepção
A Nintendo Power elogiou os controles do jogo e as opções de melhoramento, que tornaram o jogo estratégico. A revista criticou a dificuldade como injusta, com os perigos da aeronave que não dão tempo de reação aos jogadores para se esquivarem dos ataques. A Nintendo Magazine System elogiou o jogo em geral e o seu modo multijogador em particular, mas sentiu que havia jogos melhores disponíveis. Em 1993, a GamePro disse que o jogo era melhor que seu antecessor, mas notou que os gráficos e o som poderiam ser melhores. A Jeuxvideo apreciou o quão os carros da sequência tiveram melhor tração, mas achou que o jogo era tecnicamente não refinado, considerando os seus poucos avanços em quatro anos. Por exemplo, eles criticaram a Rare por reciclar o áudio original do jogo. Em 1994, os jogadores elogiaram muito o modo multijogador, efeitos sonoros estridentes, manuseio do veículo e a rejogabilidade. Também criticaram a falta de música no jogo e os indicadores atuais das armas, e lutaram para antecipar as curvas na pista na perspectiva angular do jogo.
A revista Retro Gamer disse que R.C. Pro-Am II não era substancialmente diferente de seu antecessor. Eles acharam a mecânica do jogo de corrida semelhante, exceto pelos recursos a melhoramentos. O revisor acrescentou que os jogadores esperavam mais, especialmente para um título que foi lançado cinco anos após o original. Ele também notou que enquanto o modo solo era "aceitável", o modo multijogador era o que fazia o jogo se destacar por si só, contando que era um "excelente jogo apesar da sua falta de originalidade".
R.C. Pro-Am II foi eleito o melhor jogo do NES pela Nintendo Power de 1993 em relação a Battletoads & Double Dragon e Kirby's Adventure. A revista credita os excelentes controles do jogo e a variedade de pistas. R.C. Pro-Am II está incluído na compilação Rare Replay, que contém 30 títulos da Rare, lançado no Xbox One em 4 de agosto de 2015.